# Cart Life
Cart Life est un jeu vidéo de simulation développé par Richard Hofmeier en utilisant Adventure Game Studio. Il sort sur Microsoft Windows en mai 2011.
Dans Cart Life, le joueur contrôle un personnage parmi trois vendeurs de rue, qui tente de faire tourner son commerce tout en prenant soin de sa santé et de sa famille. Le jeu est conçu en niveaux de gris avec un minimum de détails, permettant au joueur de mieux percevoir l'humeur des vendeurs.
Le jeu a été bien reçu par les critiques. En 2013, il reçoit trois récompenses à l'Independent Games Festival, dont le Grand Prix Seumas McNally, le prix Nuovo et le prix d'excellence en narration.
Elliott McAllister publie une version IPad du jeu sur l'App Store le 15 mars 2021.
Une nouvelle sortie du jeu sur Steam par AdHoc Studio est annoncée en 2023.

## Système de jeu
Dans Cart Life, le joueur contrôle au choix l'un des trois personnages, chacun vendant un objet différent : Vinny vend des bagels, Andrus vend des journaux et Melanie vend du café qu'elle prépare sur place.
Le joueur interagit avec les clients en vendant des articles et peut s'occuper de son stand en gérant les produits en stock, en fixant les prix et en achetant de nouveaux équipements. Chaque étape du travail d'un personnage est représentée pour le joueur par une tâche répétitive, comme taper une phrase au clavier ou faire du calcul mental.
Le joueur s'occupe aussi de la vie quotidienne du personnage, notamment en les nourrissant et en les faisant boire et dormir. Chaque personnage fait face à des situations uniques. Melanie, par exemple, est une mère célibataire avec une enfant. Elle tente se rapprocher de sa fille et l'accompagne à l'école chaque jour, réduisant son temps disponible pour travailler. Son objectif est d'obtenir le droit de garder sa fille devant les tribunaux après son divorce, mais pour cela elle doit prouver qu'elle a les moyens de s'en occuper.

## Développement
Richard Hofmeier s'est inspiré de son expérience personnelle et professionnelle, ainsi que de jeux auxquels il avait joué comme Little Computer People et Street Gangs. Il s'est inspiré de la série Modern Living de Han Hoogerbrugge, y pensant "presque tous les jours" pendant le développement de Cart Life. Sans le soutien de sa compagne pendant tout le développement du jeu, Hofmeier pense qu'il aurait abandonné ce projet bien avant la fin.
Cart Life est le premier jeu de Hofmeier, qui s'appuie sur son expérience d'illustrateur. Il développe le jeu sur son temps libre sur Adventure Game Studio, tout en exerçant ce qu'il décrit comme « un tas de mauvais emplois ». Il pensait terminer le développement en 30 jours, mais celui-ci durera trois ans. Il voulait faire un jeu sans high score, sans comptage de points et sans action, et l'envisageait à l'origine comme une comédie.
Par rapport au design en pixel art du jeu, Hofmeier déclare qu'il ne l'a pas choisi par nostalgie, mais pour que les joueurs remplissent les détails supplémentaires selon leurs propres pensées et expériences. Selon lui, cela demande plus de temps et d'efforts que d'autres styles. Pendant le développement, Hofmeier parle à plusieurs vendeurs de rue pour faire des recherches sur leur travail, ceux-ci sont enthousiastes à propos de la création du jeu.
Au cours du développement, Hofmeier teste plusieurs éléments qui sont finalement retirés, notamment un quatrième personnage ainsi que des magasins et lieux supplémentaires.
Le jeu sort sur Windows le 18 mai 2011, puis sur Steam en mars 2013.
Lors du Independent Games Festival de 2013, Hofmeier peint à la bombe son propre stand et présente le jeu Howling Dogs de Porpentine à la place du sien, considérant que Cart Life avait déjà suffisamment de visibilité et souhaitant plutôt en donner à ce jeu.
En mars 2014, Hofmeier ayant déclaré qu'il arrêtait de maintenir le jeu, celui-ci est retiré de Steam. Le code source et le jeu sont mis à disposition gratuitement sur le site d'Hofmeier sous la licence « CART LIFE'S FREE LICENSE » , une licence équivalente au domaine public. Ce site est ensuite mis hors ligne à cause d'une surcharge de trafic, mais le jeu et le code source sont publiés sur GitHub.

## Accueil

### Critiques
Le jeu reçoit des critiques « généralement favorables » selon l'agrégateur de critiques Metacritic.
Les critiques louent les personnages et mécaniques du jeu. Carolyn Petit de chez GameSpot décrit les personnages comme étant « merveilleusement expressifs », en particulier grâce aux détails des sourcils. Dans sa critique chez PC Gamer UK, Alex Wiltshire juge que le jeu communique « un ensemble de portraits convaincants et empathiques », tandis que Benjamin Schmädig de 4Players décrit le fait de voir les émotions des personnages comme se faire « écraser le cœur par un train ». Le style artistique du jeu est très bien reçu, Ben Lee de chez Digital Spy considère que le pixel art monochrome correspond bien à la manière dont le jeu représente les aspects ordinaires de la vie. Selon Matthew O'Mara du Financial Post, le jeu est difficile et nécessite d'être méticuleux et de prendre des notes pour respecter les « deadlines », ce qui provoque une anxiété chez le joueur, faisant du jeu un miroir des difficultés du quotidien dans le monde réel.
La principale critique négative est la présence de problèmes techniques et de bugs à la sortie du jeu. Ben Moore de chez GameTrailers constate un bon nombre de plantages et erreurs de script en jouant au jeu. D'après Carolyn Petit, les problèmes sont nombreux et l'empêchent d'apprécier pleinement l'histoire du jeu.

### Récompenses
En 2011, Cart Life remporte deux AGS awards: celui de la meilleure programmation et du meilleur jeu créé avec AGS (hors jeu d'aventure).
En 2012, le jeu est en finale de l'IndieCade.
En 2013, le jeu participe à l'Independent Games Festival, où il remporte le Grand Prix Seumas McNally, ainsi que deux autres récompenses: le prix Nuovo et le prix d'excellence en narration.